# Crêpe de Chine
Ne doit pas être confondu avec Crêpe chinoise ou Crêpe (tissu).

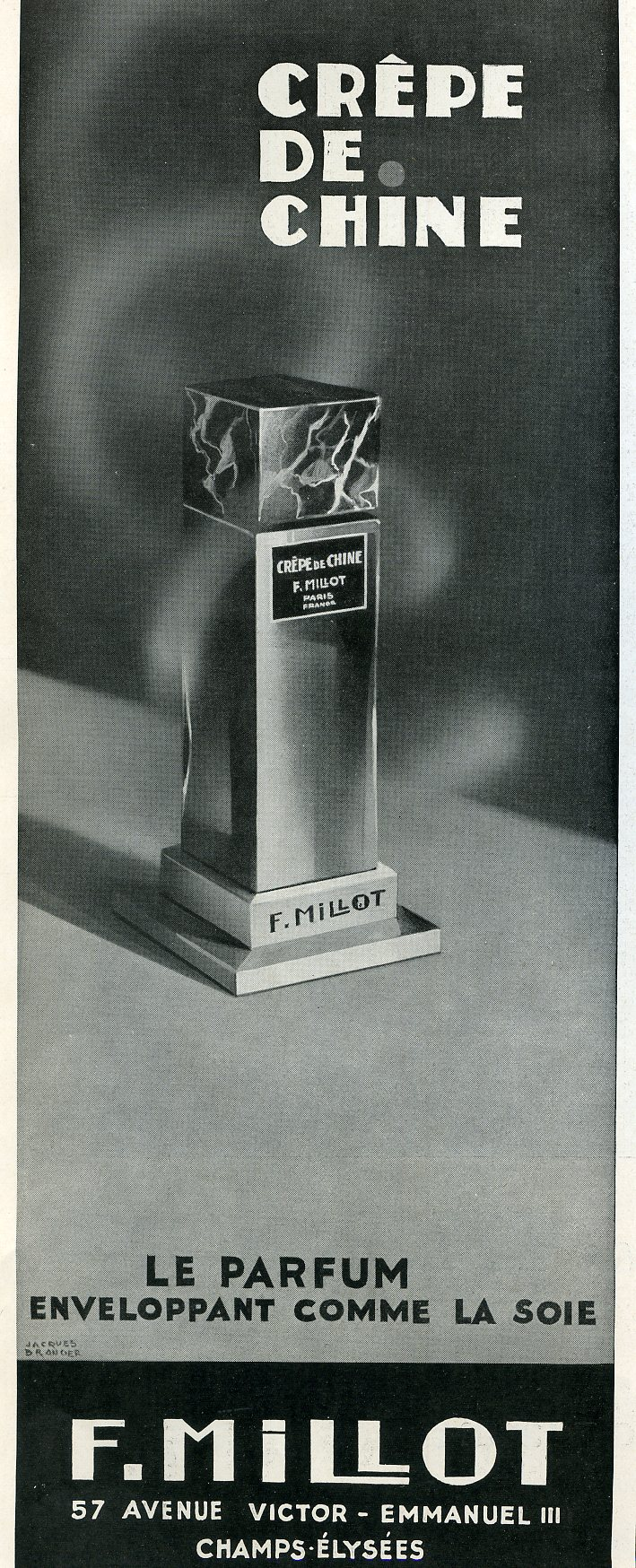
Publicité pour le Crêpe de Chine parue en 1934 dans l’Illustration. L’avenue Victor-Emmanuel-III a pris le nom d’avenue Franklin-D.-Roosevelt en 1945.

Crêpe de Chine est un parfum pour femme créé en 1925 par le créateur-parfumeur Jean Desprez pour la maison de parfum F. Millot.

## Historique
Parfum emblématique de la marque, il obtient un énorme succès pendant de nombreuses années. Il s'agit d'un chypré fleuri aldéhydé, le premier de sa lignée. La construction de sa formule est tout aussi originale puisque Jean Desprez compose "Crêpe de Chine" ("Le parfum enveloppant comme la soie") autour d'un accord gardénia, le premier de l'histoire de la parfumerie, grâce à un travail autour d'une molécule à l'odeur caractéristique de rhubarbe : l'acétate de styrallyle. "Crêpe de Chine" a inspiré les parfums "Miss Dior" de Christian Dior (composé par Jean Carles et Paul Vacher en 1947) et "Ma griffe" de Carven (composé par Jean Carles en 1946), ainsi que deux eaux de toilette créées en 1960 par Aimable Duhayon, toujours pour la maison Millot.
| Au nez : chypre fleuri aldéhydé et un peu cuir                              |
| --------------------------------------------------------------------------- |
| note de tête : bergamote, néroli, orange, citron                            |
| note de cœur : Gardénia, œillet, jasmin, lilas, ylang-ylang                 |
| note de fond : benjoin, labdanum, musc, mousse de chêne, patchouli, vétiver |

Crêpe de Chine disparaît en 1970 à la suite de la liquidation de la société. En 1987, sollicité par Pierre André Dubois, héritier de la famille Millot et ancien président de la Société française des parfumeurs, le parfumeur Jean Kerléo, avec l'aide d'Aimable Duhayon, parvient à reconstituer le parfum disparu. Celui-ci est désormais conservé à l'Osmothèque de Versailles,.